# 477 (tal)
477 är det naturliga talet som följer 476 och som följs av 478.

## Inom vetenskapen
- 477 Italia, en asteroid.

## Inom matematiken
- 477 är ett udda tal.
- 477 är ett sammansatt tal.
- 477 är ett lyckotal.
- 477 är ett pentagontal.
- 477 är ett pentadekagontal.
- 477 är ett palindromtal i det kvarternära talsystemet.